# Luční vodopád
Luční vodopád je vodopád, který se nachází na Lučním potoce, nedaleko silnice spojující sedlo U Křížového buku s vesnicí Mlýny v Lužických horách, kde se potok vlévá do říčky Kamenice.

## Popis
Jedná se o přibližně šest metrů vysoký kaskádovitý vodopád na Lučním potoce, který pramení v úpatí kopce Javor (693 m n. m.). Místo vodopádu je v hustě zalesněném svahu. Vodopád byl vytvořen uměle turistickým spolkem koncem 19. století.

## Přístup
Luční vodopád je přístupný pěšinou od silnice spojující sedlo U Křížového buku s obcí Mlýny. Nenápadnou odbočku ze silnice označuje šipka přitlučená na stromě.